# VMware Workstation Player
VMware Workstation Player (ранее VMware Player) — выпускавшийся до 13 мая 2024 года бесплатный для некоммерческого использования программный продукт, на основе виртуальной машины VMware Workstation.

## Функционал
VMware Workstation Player имел ограниченную в сравнении с VMware Workstation функциональность. Предназначался для запуска виртуальных машин, созданных в других продуктах VMware, а также в Microsoft VirtualPC и Symantec LiveState Recovery. Начиная с версии 3.0 VMware Player позволял также создавать образы виртуальных машин. Ограничение функциональности теперь касалось в основном функций, предназначенных для IT-специалистов и разработчиков ПО, — в частности, отсутствовала возможность тонкой настройки виртуальных сетевых адаптеров через Virtual Network Editor.

## Современное состояние
С 13 мая 2024 года выпуск VMware Workstation Player прекращён. Компания Broadcom, приобретшая компанию VMware, сняла требование оплаты за полнофункциональный пакет — VMware Workstation — для некоммерческого использования, выпуск VMware Workstation Player прекращён 13 мая 2024 года.

VMware Player 2.0.3 с запущенной Ubuntu, под Windows

## VMware Player Plus
VMware Player Plus и VMware Player это одно и то же программное обеспечение.
Лицензированная версия VMware Player называется VMware Player Plus . После ввода лицензионного ключа появляется возможность использовать дополнительные функции, такие как поддержка виртуальных машин с ограниченным доступом, массовое развертывание, официальная поддержка разработчика.